# Six Jours de Détroit
Les Six Jours de Détroit sont une course cycliste de six jours disputée à Détroit (Michigan), aux États-Unis. Huit éditions ont lieu entre 1927 et 1973.

## Palmarès
| Année     | Vainqueur                        | Deuxième                         | Troisième                         |
| --------- | -------------------------------- | -------------------------------- | --------------------------------- |
| 1927      | Anthony Beckman Gérard Debaets   | Georges Faudet Gabriel Marcillac | August Vermeerbergen Théo Wynsdau |
| 1928      | Jimmy Walthour Franz Duelberg    | Paul Broccardo Alfred Letourneur | Armand Blanchonnet Jean Cugnot    |
| 1929-1932 | Non-disputés                     |                                  |                                   |
| 1933      | Stanley Jackson William Peden    | Francis Elliott Jimmy Walthour   | Archie Bollaert Freddy Zach       |
| 1934 (1)  | Frank Bartell William Peden      | Robert Keating Jimmy Walthour    | Gus Rys Gustave Logghe            |
| 1934 (2)  | Gérard Debaets Alfred Letourneur | Avanti Martinetti Tino Reboli    | Robert Thomas George Dempsey      |
| 1935      | Robert Vermeersch Cecil Yates    | Harold Nauwens Jack Sheehan      | Geary May George Parker           |
| 1936      | Fred Ottevaire Freddy Zach       | Archie Bollaert Bob Walthour     | Paul Croley Felix Lafenêtre       |
| 1937-72   | Non-disputés                     |                                  |                                   |
| 1973      | Willy Debosscher Eddy Demedts    | Jack Simes John Vandevelde       | Albert Fritz Tim Mountford        |